# Simone Anzani
Simone Anzani (Como,  24 de fevereiro de 1992) é um jogador de voleibol indoor italiano que atua na posição de central.

## Carreira

### Clube
A carreira de Anzani começou em 2008 quando ingressou nas categorias de base do Sisley Volley. Na temporada seguinte permaneceu no mesmo clube, atuando na equipe que disputava o campeonato da Série B2; na temporada 2010-11 também recebeu algumas oportunidades para jogar no time titular, da Série A1.
Na temporada 2011-12 mudou-se para Pallavolo Loreto, na Série A2. Na temporada 2012-13 permaneceu na Série A2, vestindo a camisa do Argos di Sora.
Na temporada 2013-14 foi contratado pelo Calzedonia Verona na primeira divisão italiana, com a qual permaneceu por quatro anos e conquistou a Taça Challenge de 2015-16. Para a temporada seguinte, foi defender as cores do Sir Safety Perugia, vencendo a Supercopa Italiana de 2017, a Copa Itália de 2017-18 e o Campeonato Italiano de 2017-18. Na temporada seguinte integrou a equipe do Modena Volley, ainda na primeira divisão italiana, com a qual ganha novamente mais um título da Supercopa Italiana.
Na temporada 2019-20 o central assinou com o Cucine Lube Civitanova, vencendo na sua temporada de estreia o Campeonato Mundial de Clubes de 2019 e a Copa Itália da temporada.

### Seleção
Em 2012 obteve a primeira convocação para a seleção adulta italiana, conquistando um ano após a medalha de ouro nos Jogos do Mediterrâneo, sediado na Turquia. Mais tarde, conquistou a medalha de bronze na Liga Mundial de 2014 e no Campeonato Europeu de 2015; além do vice-campeonato na Copa do Mundo de 2015.
Em 2021 conquistou seu primeiro título do Campeonato Europeu, sediado na Polônia. Enquanto no ano seguinte, conquistou o título do Campeonato Mundial de 2022 ao vencer a seleção polonesa por 3 sets a 1.

## Títulos

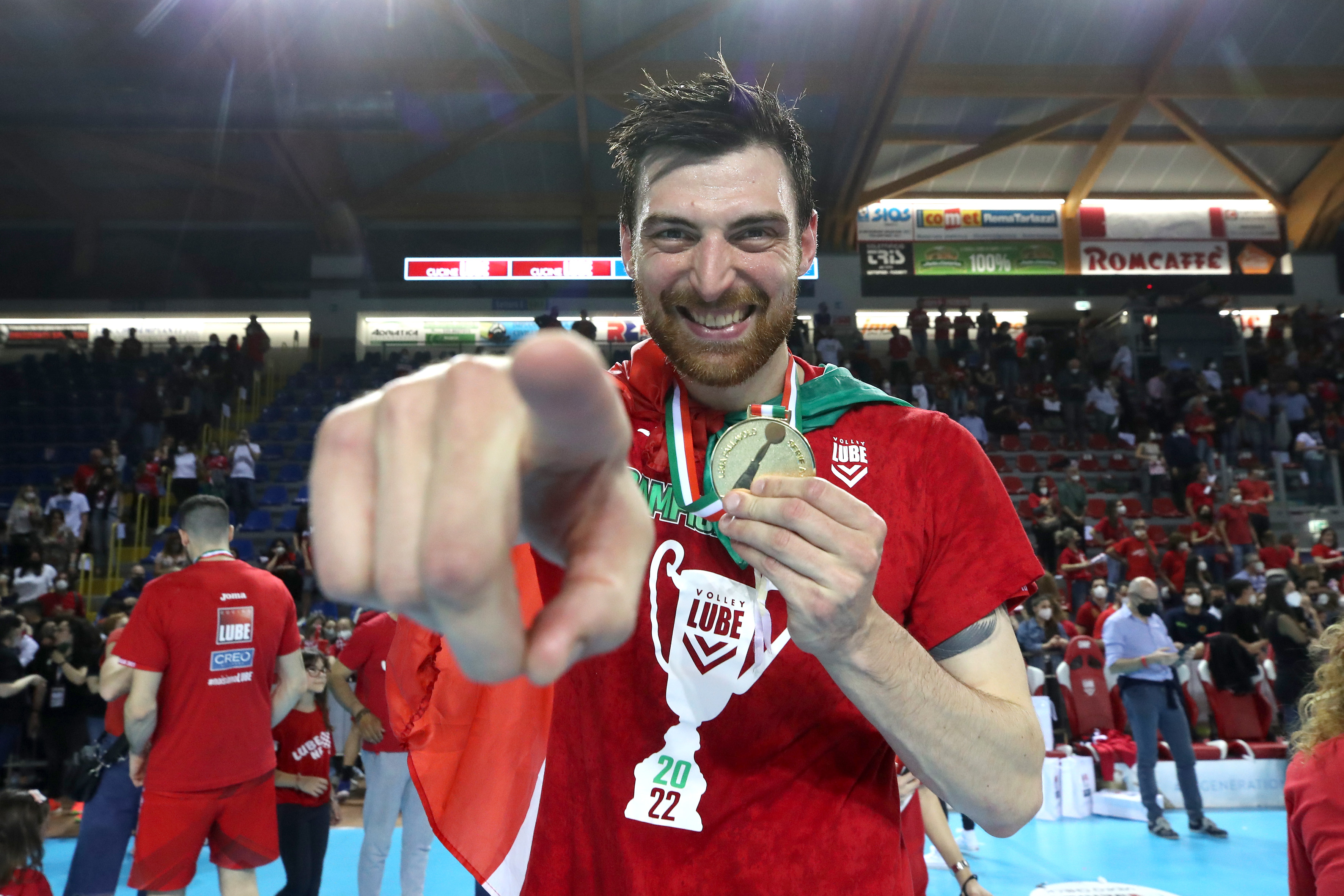
Anzani com a medalha do Campeonato Italiano de 2021-22.

Calzedonia Verona
- Taça Challenge: 2015-16

Sir Safety Perugia
- Campeonato Italiano: 2017-18

- Copa da Itália: 2017-18

- Supercopa Italiana: 2017

Modena Volley
- Supercopa Italiana: 2018

Cucine Lube Civitanova
- Mundial de Clubes: 2019

- Campeonato Italiano: 2020-21, 2021-22

- Copa da Itália: 2019-20, 2020-21

## Clubes
| Anos      | Clube                  |
| --------- | ---------------------- |
| 2009–2011 | Sisley Volley          |
| 2011–2012 | Pallavolo Loreto       |
| 2012–2013 | Argos di Sora          |
| 2013–2017 | Calzedonia Verona      |
| 2017–2018 | Sir Safety Perugia     |
| 2018–2019 | Modena Volley          |
| 2019–     | Cucine Lube Civitanova |

## Prêmios individuais
- 2018: Campeonato Italiano – Melhor central